# Crotalaria grandistipulata
Crotalaria grandistipulata är en ärtväxtart som beskrevs av Hermann August Theodor Harms. Crotalaria grandistipulata ingår i släktet sunnhampor, och familjen ärtväxter. Inga underarter finns listade i Catalogue of Life.